# Qa'qa' ibn 'Amr
al-Qaʿqāʿ ibn ʿAmr ibn Mālik al-Tamīmī (in arabo القعقاع بن عمرو بن مالك التميمي‎?; fl. VII secolo) è stato un nobile e Sahaba arabo.
Componente dei B. Tamīm, si convertì nel 631, assieme alla sua tribù, nell'"Anno delle delegazioni" ma, per un breve periodo, si unì alla "profetessa" Sajāḥ bt. al-Ḥārith.
Partecipò quindi, al comando di Khālid b. al-Walīd, alla battaglia di Buzākha (632) contro Ṭulayḥa.

Prese anche parte alle operazioni per la conquista islamica della Persia. Nel quadro della conquista islamica della Siria, partecipò inoltre alla presa di Damasco e alla Campagna del Yarmuk, dove comandava un distaccamento di cavalleria.

## Battaglia di al-Qādisiyya
Il Califfo ʿUmar b. al-Khaṭṭāb inviò al-Qaʿqāʿ b. ʿAmr sul fronte persiano perché assumesse un comando nell'imminenza della battaglia di al-Qādisiyya. Lo accompagnò suo fratello ʿĀṣim.

Il 17 novembre 636, le sue unità raggiunsero il campo di battaglia in Mesopotamia (oggi Iraq) a mezzogiorno. Prima di arrivare, Qaʿqāʿ divise le sue forze in diverse unità più piccole e dette loro disposizioni perché si presentassero al combattimento una dopo l'altra, per dare l'ingannevole idea che le truppe musulmane fossero assai numerose, applicando in questo una tattica cara al Califfo. 
Gli elefanti indiani sasanidi costituivano un serio ostacolo per i musulmani e, per risolvere il problema, Qaʿqāʿ ricorse a uno stratagemma: i dromedari dei suoi contingenti furono mascherati in modo tale da apparire animali mostruosi ai pachidermi e ai cavalli dei Persiani. Furono quindi fatti muovere contro le truppe persiane e, dopo che i cavalli li videro, girarono le terga fuggendo precipitosamente, ingannati oltre tutto dalla gran quantità di polvere sollevata dagli zoccoli dei cavalli dei musulmani, dopo che egli provveduto a far adottare a tal fine i necessari provvedimenti. 
Con il disordine della loro cavalleria, i fanti sasanidi al centro e alla sinistra dello schieramento restarono esposti al nemico e del tutto vulnerabili. Saʿd b. Abī Waqqāṣ ordinò allora l'attacco generale e, dopo che l'esercito persiano andò in rotta, al-Qaʿqāʿ b. ʿAmr si lanciò al loro inseguimento e uccise lo stesso generale nemico Bahman, che aveva comandato l'esercito sasanide che aveva vinto la battaglia del Ponte.
Combatté anche a Jalulāʾ, fu a Ḥulwān e a Nihavand.
Il quarto Califfo, ʿAlī b. Abī Ṭālib, tentò di avvalersi della sua ottima nomea inviandolo, prima della battaglia del Cammello, a negoziare con ʿĀʾisha, Ṭalḥa e Zubayr, ma egli - uomo di guerra, anche se ottimo poeta - fallì in questa impresa di pace.
Si ritirò a vivere a Kufa, dove presumibilmente più tardi morì.